# Lowes (Kentucky)
Lowes es un lugar designado por el censo ubicado en el condado de Graves en el estado estadounidense de Kentucky. En el Censo de 2010 tenía una población de 98 habitantes y una densidad poblacional de 55,16 personas por km².

## Geografía
Lowes se encuentra ubicado en las coordenadas 36°52′58″N 88°45′59″O / 36.88278, -88.76639. Según la Oficina del Censo de los Estados Unidos, Lowes tiene una superficie total de 1.78 km², de la cual 1.77 km² corresponden a tierra firme y (0.15%) 0 km² es agua.

## Demografía
Según el censo de 2010, había 98 personas residiendo en Lowes. La densidad de población era de 55,16 hab./km². De los 98 habitantes, Lowes estaba compuesto por el 98.98% blancos, el 0% eran afroamericanos, el 0% eran amerindios, el 0% eran asiáticos, el 0% eran isleños del Pacífico, el 0% eran de otras razas y el 1.02% pertenecían a dos o más razas. Del total de la población el 1.02% eran hispanos o latinos de cualquier raza.